# Aeoliscus
Aeoliscus is een geslacht van straalvinnige vissen uit de familie van snipmesvissen (Centriscidae). Het geslacht is voor het eerst wetenschappelijk beschreven in 1902 door Jordan & Starks.

## Soorten
- Aeoliscus punctulatus (Bianconi, 1854)
- Aeoliscus strigatus (Günther, 1861) – Gestreepte scheermesvis

Niet geaccepteerde soort:
- Aeoliscus punctatus (Kner, 1860) geaccepteerd als Aeoliscus punctulatus (Bianconi, 1854)